# XLIII Legislatura del Congreso de la Unión de México
La XLIII Legislatura del Congreso de la Unión estuvo conformada por los senadores y los diputados miembros de sus respectivas cámaras. Inició sus funciones el día 1 de septiembre de 1955 y concluyó el 31 de agosto de 1958.
La conformación de la XLIII Legislatura fue la siguiente:

## Senado de la República
Los miembros del Senado de la República fueron elegidos dos por cada uno de los entonces 28 estados y el Distrito Federal, dando un total de 58 senadores. Los senadores fueron elegidos en el proceso electoral de 1952 para un periodo de 6 años.

### Número de Senadores por partido político
| Partido | Partido                              | Senadores |
| ------- | ------------------------------------ | --------- |
|         | Partido Revolucionario Institucional | 60        |

Los 58 Senadores que conforman la XLIII Legislatura son los siguientes:

### Senadores por entidad federativa
| Estado           | Senador                                    | Partido | Estado          | Senador                                             | Partido |
| ---------------- | ------------------------------------------ | ------- | --------------- | --------------------------------------------------- | ------- |
| Aguascalientes   | Pedro de Alba Pérez                        |         | Morelos         | Fausto Galván Campos                                |         |
| Aguascalientes   | Aquiles Elorduy                            |         | Morelos         | Norberto López Avelar                               |         |
| Baja California  | Leopoldo Verdugo Quiroz                    |         | Nayarit         | Emilio M. González                                  |         |
| Baja California  | Esteban Cantú Jiménez                      |         | Nayarit         | Esteban Baca Calderón                               |         |
| Campeche         | Alberto Trueba Urbina                      |         | Nuevo León      | Anacleto Guerrero Guajardo                          |         |
| Campeche         | Rigoberto Otal Briseño                     |         | Nuevo León      | Roberto A. Cortés Muñiz Suple a Rodrigo Gómez Gómez |         |
| Chiapas          | Julio Serrano Castro                       |         | Oaxaca          | Alfonso Pérez Gasga                                 |         |
| Chiapas          | Rodolfo Suárez Coello                      |         | Oaxaca          | Rafael E. Melgar                                    |         |
| Chihuahua        | Óscar Flores Sánchez                       |         | Puebla          | Guillermo Castillo Fernández                        |         |
| Chihuahua        | Teófilo Borunda                            |         | Puebla          | Luis C. Manjarrez                                   |         |
| Coahuila         | Jacinto B. Treviño                         |         | Querétaro       | Manuel González Cosío y Rivera                      |         |
| Coahuila         | Gustavo Cárdenas Huerta                    |         | Querétaro       | José Figueroa Balvanera                             |         |
| Colima           | Rafael S. Pimentel                         |         | San Luis Potosí | Antonio Rocha Cordero                               |         |
| Colima           | Roberto A. Solórzano                       |         | San Luis Potosí | David Vargas Bravo                                  |         |
| Distrito Federal | Jesús Yurén Aguilar                        |         | Sinaloa         | Jesús Celis Campos                                  |         |
| Distrito Federal | Salvador Urbina y Frías                    |         | Sinaloa         | Macario Gaxiola Urías                               |         |
| Durango          | Francisco González de la Vega              |         | Sonora          | Fausto Acosta Romo                                  |         |
| Durango          | Alberto Terrones Benítez                   |         | Sonora          | Noé Palomares Navarro                               |         |
| Guanajuato       | Francisco García Carranza                  |         | Tabasco         | Marcelino Iñurreta de la Fuente                     |         |
| Guanajuato       | Luis I. Rodríguez                          |         | Tabasco         | Agustín Beltrán Bastar                              |         |
| Guerrero         | Alfonso L. Nava Suple a Alfonso G. Alarcón |         | Tamaulipas      | Raúl Gárate Legleu                                  |         |
| Guerrero         | Emigdio Martínez Adame                     |         | Tamaulipas      | Manuel Guzmán Willis                                |         |
| Hidalgo          | Alfonso Cravioto                           |         | Tlaxcala        | Miguel Osorio Ramírez                               |         |
| Hidalgo          | Raúl Fernández Robert                      |         | Tlaxcala        | Higinio Paredes Ramos                               |         |
| Jalisco          | Saturnino Coronado Organista               |         | Veracruz        | José Rodríguez Clavería                             |         |
| Jalisco          | Silvano Barba González                     |         | Veracruz        | Isauro Acosta García Suple a Roberto Amorós Guiot   |         |
| México           | Alfredo del Mazo Vélez                     |         | Yucatán         | Efraín Brito Rosado                                 |         |
| México           | Juan Fernández Albarrán                    |         | Yucatán         | Antonio Mediz Bolio                                 |         |
| Michoacán        | David Franco Rodríguez                     |         | Zacatecas       | Lauro G. Caloca                                     |         |
| Michoacán        | Enrique Bravo Valencia                     |         | Zacatecas       | Brígido Reynoso                                     |         |

## Cámara de Diputados
| Distrito                     | Cabecera                   | Diputado propietario              | Diputado suplente                 | Partido        |
| Aguascalientes               | Aguascalientes             | Aguascalientes                    | Aguascalientes                    | Aguascalientes |
| ---------------------------- | -------------------------- | --------------------------------- | --------------------------------- | -------------- |
| 1                            | Aguascalientes             | Edmundo L. Bernal Alonso          | Mª del Carmen Martín del Campo    |                |
| 2                            | Jesús María                | Alberto Alcalá de Lira            | Alfredo de Lara Isaacs            |                |
| Baja California              |                            |                                   |                                   |                |
| 1                            | Mexicali                   | Emilio Hernández Armenta          | Roberto Canett González           |                |
| 2                            | Tijuana                    | Guilebaldo Silva Cota             | Abelardo Rodríguez Ortega         |                |
| Baja California (Territorio) |                            |                                   |                                   |                |
| Único                        | La Paz                     | Luis Barajas Álvarez              | Francisco Manríquez               |                |
| Campeche                     |                            |                                   |                                   |                |
| 1                            | Campeche                   | Tomás Aznar Álvarez               | Felipe Rubio Ortiz                |                |
| 2                            | Calkiní                    | Carlos Sansores Pérez             | Porfirio Reyna Salazar            |                |
| Coahuila                     |                            |                                   |                                   |                |
| 1                            | Saltillo                   | Carlos Valdés Villarreal          | Tomás Algabe Gómez                |                |
| 2                            | Torreón                    | Amador Robles Santibáñez          | Salvador Hernández Rodríguez      |                |
| 3                            | Monclova                   | Jesús Rodríguez Silva             | Eduardo Dávila Garza              |                |
| 4                            | Piedras Negras             | Antonio Hernández Méndez          | Juan F. Villarreal                |                |
| Colima                       |                            |                                   |                                   |                |
| 1                            | Colima                     | Antonio Salazar Salazar           | J. Jesús Plascencia               |                |
| 2                            | Manzanillo                 | Roberto Pizano Saucedo            | Crispín Casián Zepeda             |                |
| Chiapas                      |                            |                                   |                                   |                |
| 1                            | Tuxtla                     | J. Guadalupe Fernández de León    | Fernán Pavía Barrera              |                |
| 2                            | San Cristóbal de Las Casas | Jesús Argueta López               | Francisco S. Becerra Pérez        |                |
| 3                            | Comitán de Domínguez       | Octavio Esponda Rovelo            | Esteban Jiménez Miranda           |                |
| 4                            | Venustiano Carranza        | Marcelina Galindo Arce            | Martiniano Jacob M.               |                |
| 5                            | Huixtla                    | Gamaliel Becerra Ochoa            | Roberto Mandujano Herrera         |                |
| Chihuahua                    |                            |                                   |                                   |                |
| 1                            | Chihuahua                  | Vacante                           | Vacante                           | Vacante        |
| 2                            | Hidalgo                    | Manuel Villa Atayde               | Feliciano Morales García          |                |
| 3                            | Ciudad Juárez              | Jesús Sanz Cerrada López          | Raúl García Baca                  |                |
| 4                            | Guerrero                   | Vacante                           | Vacante                           | Vacante        |
| 5                            | Camargo                    | Guillermo Quevedo Moreno          | Adolfo Baca García                |                |
| Distrito Federal             |                            |                                   |                                   |                |
| 1                            | Ciudad de México           | César Velázquez Sánchez           | Arturo Esponda Gallegos           |                |
| 2                            | Ciudad de México           | Roberto Herrera León              | Jacinto González Mejía            |                |
| 3                            | Ciudad de México           | Patricio Aguirre Andrade          | Guillermo Martínez Estape         |                |
| 4                            | Ciudad de México           | Salvador Carrillo Echeveste       | Joaquín del Olmo                  |                |
| 5                            | Ciudad de México           | Alfonso Sánchez Madariaga         | Francisco Robles Rodríguez        |                |
| 6                            | Ciudad de México           | Baltasar Dromundo Chorné          | Javier Salgado Estrada            |                |
| 7                            | Ciudad de México           | Ricardo Velázquez Vázquez         | Guillermina García Cruz de Merino |                |
| 8                            | Ciudad de México           | José Gutiérrez Díaz               | Miguel Conde Rodríguez            |                |
| 9                            | Ciudad de México           | Manuel Sierra Macedo              | Julián Aguilar Fernández          |                |
| 10                           | Ciudad de México           | José Rodríguez Granada            | Francisco Iturbe Madero           |                |
| 11                           | Ciudad de México           | Francisco Aguirre Alegría         | Feliciano Montero Abasolo         |                |
| 12                           | Ciudad de México           | Juan Gómez Salas                  | Evaristo Orozco López             |                |
| 13                           | Villa de Guadalupe         | Vacante                           | Vacante                           | Vacante        |
| 14                           | Azcapotzalco               | Ramón Castilleja Zárate           | Salvador Padilla Flores           |                |
| 15                           | Ciudad de México           | Jorge Ayala Ramírez               | Aristeo Ponce Huerta              |                |
| 16                           | Ciudad de México           | Luis M. Farías                    | Tomás González Arias              |                |
| 17                           | Ciudad de México           | Alfonso Ituarte Servín            | Ubaldo Vargas Martínez            |                |
| 18                           | Álvaro Obregón             | Julio Ramírez Colozzi             | Eulalio Cabañas González          |                |
| 19                           | Xochimilco                 | Marcelino Murrieta Carreto        | Emiliano Aguilar Garcés           |                |
| Durango                      |                            |                                   |                                   |                |
| 1                            | Victoria                   | Carlos Real Encinas               | Macedonio Rodela Córdoba          |                |
| 2                            | Gómez Palacio              | Manuel García Santibáñez          | Francisco Galindo Chávez          |                |
| 3                            | Canatlán                   | Juan Pescador Polanco             | José Trinidad Rodríguez Enríquez  |                |
| 4                            | Villa Ocampo               | Pablo Picharra Esparza            | Ismael Mora Hernández             |                |
| Guanajuato                   |                            |                                   |                                   |                |
| 1                            | Guanajuato                 | Rafael Corrales Ayala Espinosa    | Bernardino Aguilar Montaño        |                |
| 2                            | León                       | Enrique Mendoza Ortiz             | José Hidalgo Quiroz               |                |
| 3                            | Irapuato                   | Gonzalo Maldonado Cervantes       | Francisco Granados González       |                |
| 4                            | Pénjamo                    | Manuel Padilla Villa              | Aurelio García Sierra             |                |
| 5                            | Salamanca                  | Alfonso Fernández Monreal         | Florencio Orozco Quiroz           |                |
| 6                            | Salvatierra                | José López Bermúdez               | Manuel Rosillo Morales            |                |
| 7                            | Celaya                     | Jesús Madrigal Yáñez              | Miguel Roncal Gener               |                |
| 8                            | San Miguel Allende         | Agustín Arroyo Damián             | Juan Flores Echeverría            |                |
| Guerrero                     |                            |                                   |                                   |                |
| 1                            | Chilpancingo               | José Inocente Lugo Lagunas        | Augusto Lozano Hernández          |                |
| 2                            | Iguala                     | Jorge Soberón Acevedo             | Faustino Rivera Díaz              |                |
| 3                            | Coyuca de Catalán          | Carlos Román Celis                | Álvaro Negrete Pérez              |                |
| 4                            | Acapulco                   | Gustavo Rueda Medina              | Florencio Encarnación Urzúa       |                |
| 5                            | Tlapa                      | Aarón Peláez Salazar              | Rodolfo Rodríguez Ramos           |                |
| Hidalgo                      |                            |                                   |                                   |                |
| 1                            | Pachuca                    | Julián Rodríguez Adame            | Andrés Manning Valenzuela         |                |
| 2                            | Tulancingo                 | Manuel Sánchez Vite               | Ángela Barrientos Montiel         |                |
| 3                            | Tula                       | Carlos Ramírez Guerrero           | Ignacio Mora Piña                 |                |
| 4                            | Huejutla                   | Agustín Mariel Anaya              | Florentino Gómez Estrella         |                |
| 5                            | Zimapán                    | Miguel Gómez Mendoza              | Gabriel Parrodi Gazaux            |                |
| Jalisco                      |                            |                                   |                                   |                |
| 1                            | Guadalajara                | Ignacio González Rubio            | Francisco Naranjo López           |                |
| 2                            | Guadalajara                | Aurelio Altamirano González       | José Montes de Oca Ávalos         |                |
| 3                            | Guadalajara                | Marcos Montero Ruiz               | Luis Escobar Reyes                |                |
| 4                            | Yahualica                  | Diego Huízar Martínez             | J. Jesús Toledo Villegas          |                |
| 5                            | Lagos de Moreno            | Agustín Pineda Flores             | Isidro Alférez Espinosa           |                |
| 6                            | Tepatitlán                 | Francisco Rodríguez Gómez         | Flavio Ramírez Álvarez            |                |
| 7                            | Ocotlán                    | Carlos Ramírez Ladewig            | José Bracamontes Ortega           |                |
| 8                            | Chapala                    | Flavio Romero de Velasco          | Pedro Parra Zenteno               |                |
| 9                            | Ciudad Guzmán              | David Pérez Rulfo                 | Luis Javier Luna Bracamontes      |                |
| 10                           | Autlán                     | María Guadalupe Urzúa Flores      | Alfredo Trejo Romero              |                |
| 11                           | Ameca                      | Francisco Galindo Ochoa           | José Ramos Gómez                  |                |
| México                       |                            |                                   |                                   |                |
| 1                            | Texcoco                    | J. Guadalupe Cisneros Santamaría  | Hermenegildo Castro Castillo      |                |
| 2                            | Cuautitlán                 | Luis Berroeta Valencia            | Benito Monroy Ortega              |                |
| 3                            | Jilotepec                  | Leopoldo Trejo Aguilar            | Abel González Marino              |                |
| 4                            | Atlacomulco                | Mario Colín Sánchez               | Alfonso Valencia Medrano          |                |
| 5                            | Valle de Bravo             | Gregorio Velázquez Sánchez        | Juan Gómez Mondragón              |                |
| 6                            | Toluca                     | Remedios Albertina Ezeta Uribe    | Margarita Colín Mondragón         |                |
| 7                            | Lerma                      | Rubén Ozuna Pérez                 | Arcadio Escalante Cortés          |                |
| 8                            | Sultepec                   | Leonardo Rodríguez Alcaine        | Santiago Montes Cerros            |                |
| Michoacán                    |                            |                                   |                                   |                |
| 1                            | Morelia                    | Enrique Aguilar González          | María Dolores Pacheco Gaytán      |                |
| 2                            | Ciudad Hidalgo             | Agustín Carreón Florián           | María Dolores Tregoni de Rivas    |                |
| 3                            | Pátzcuaro                  | Antonio Arriaga Ochoa             | Victoriano Cázares Sánchez        |                |
| 4                            | La Piedad                  | Conrado Magaña Cerda              | José María Cano Ramos             |                |
| 5                            | Zamora                     | Alfonso Sánchez Flores            | Luis Patiño Carrillo              |                |
| 6                            | Uruapan                    | Roberto González Zamudio          | Cornelio Méndez Gómez             |                |
| 7                            | Tacámbaro                  | Salvador Pineda Pineda            | Adolfo Arias Ochoa                |                |
| 8                            | Zitácuaro                  | José Campuzano Ramírez            | Emilio Padilla García             |                |
| 9                            | Apatzingán                 | José Garibay Romero               | David Pérez Zepeda                |                |
| Morelos                      |                            |                                   |                                   |                |
| 1                            | Cuernavaca                 | Federico Sánchez Navarrete        | Cristóbal Rojas Romero            |                |
| 2                            | Cuautla                    | Benigno Abúndez Chávez            | Antonio A. Pliego Noyola          |                |
| Nayarit                      |                            |                                   |                                   |                |
| 1                            | Tepic                      | Felipe Ibarra Partida             | José María Zamorano Aguirre       |                |
| 2                            | Santiago                   | Manuel Villegas Arellano          | Joaquín Hernández Curiel          |                |
| Nuevo León                   |                            |                                   |                                   |                |
| 1                            | Monterrey                  | Ángel Lozano Elizondo             | Luis Díaz de León Arrieta         |                |
| 2                            | Monterrey                  | Leopoldo Banda Romero             | Jesús Malacara García             |                |
| 3                            | Sabinas                    | Rafael González Montemayor        | Heliodoro Lozano González         |                |
| 4                            | Cadereyta                  | Margarita García Flores           | Roberto M. González Gutiérrez     |                |
| 5                            | Ciudad Linares             | J. Ascensión Charles Luna         | Dustano Muñiz Leija               |                |
| Oaxaca                       |                            |                                   |                                   |                |
| 1                            | Ciudad Ixtepec             | Adolfo Gurrión Gurrión            | Bulmaro Antonio Rueda             |                |
| 2                            | Guelatao                   | Graciano Federico Hernández López | Zeferino González Diego           |                |
| 3                            | Oaxaca                     | Raúl Bolaños-Cacho Güendulain     | Fernando Gómez Sandoval           |                |
| 4                            | Tuxtepec                   | Marcos Carrillo Cárdenas          | Rufino López González             |                |
| 5                            | Etla                       | Melquíades Ramírez Santiago       | Federico Ramírez Juárez           |                |
| 6                            | Huajuapan                  | Manuel Cantú Méndez               | Antonio López y López             |                |
| 7                            | Tlaxiaco                   | Fidel López Sánchez               | Manuel Hernández y Hernández      |                |
| 8                            | Pinotepa Nacional          | Ángel J. Arreola Martínez         | Leopoldo Jiménez Córdova          |                |
| 9                            | Ejutla                     | Ramon Ruiz Vasconcelos            | Guillermo Meixueiro Salgado       |                |
| Puebla                       |                            |                                   |                                   |                |
| 1                            | Puebla                     | Salvador Lobato Jiménez           | Rodolfo Arriaga Martínez          |                |
| 2                            | Puebla                     | Manuel Rivera Anaya               | Carlos Rosas Mendoza              |                |
| 3                            | Cholula                    | Alfredo Toxqui Fernández de Lara  | Heriberto Genis Solís             |                |
| 4                            | Atlixco                    | Antonio J. Hernández Jiménez      | Salvador Serrano Ramírez          |                |
| 5                            | Acatlán                    | Eduardo Rodríguez Méndez          | Irene Ramírez Benavides           |                |
| 6                            | Tehuacán                   | Amador Hernández González         | Alberto Victoria Arenas           |                |
| 7                            | Ciudad Serdán              | Fernando Cueto Fernández          | Alfonso Valderrama González       |                |
| 8                            | Teziutlán                  | Jesús López Ávila                 | José Cid Sánchez                  |                |
| 9                            | Chignahuapan               | Javier Ruperto Bonilla Cortés     | Francisco Albarrán Cortés         |                |
| 10                           | Huauchinango               | José Ignacio Morales Cruz         | Bernardo González Muñoz           |                |
| Querétaro                    |                            |                                   |                                   |                |
| 1                            | Querétaro                  | Román Esquivel Pimentel           | Domingo Olvera Gámez              |                |
| 2                            | San Juan del Río           | Rosalío Herrera Maldonado         | Palemón Ledesma Ledesma           |                |
| Quintana Roo (Territorio)    |                            |                                   |                                   |                |
| Único                        | Ciudad Chetumal            | Gastón Pérez Rosado               | Tiburcio May Uh                   |                |
| San Luis Potosí              |                            |                                   |                                   |                |
| 1                            | San Luis Potosí            | Jesús Medina Romero               | Miguel Ángel Álvarez Sánchez      |                |
| 2                            | Matehuala                  | Félix Dauajare Torres             | Santiago Lara Jara                |                |
| 3                            | Río Verde                  | Rodolfo Rico Díaz                 | Perfecto Domínguez Hernández      |                |
| 4                            | Ciudad del Maíz            | José de la Luz Blanco Govea       | Narciso García Tovar              |                |
| 5                            | Ciudad de Valles           | Jacinto Maldonado Villaverde      | Domingo Luis Rocha Rangel         |                |
| Sinaloa                      |                            |                                   |                                   |                |
| 1                            | Los Mochis                 | Eliseo Galaviz Bernal             | Ramon López Gutiérrez             |                |
| 2                            | Guasave                    | Manuel Luna Quintero              | Luis Gutiérrez Figueroa           |                |
| 3                            | Culiacán                   | Joaquín Duarte López              | Alejandra Retamoza Reynaga        |                |
| 4                            | Mazatlán                   | Leopoldo Sánchez Celis            | Mateo Camacho Ontiveros           |                |
| Sonora                       |                            |                                   |                                   |                |
| 1                            | Magdalena                  | Luis Mendoza López                | Santos Sánchez Ochoa              |                |
| 2                            | Hermosillo                 | Emiliano Corella Molina           | Francisco Córdoba Macalpin        |                |
| 3                            | Navojoa                    | Saturnino Saldívar Alcalá         | Eulalio Vázquez Cota              |                |
| Tabasco                      |                            |                                   |                                   |                |
| 1                            | Villahermosa               | Joaquín Bates Caparroso           | Roberto Núñez Martínez            |                |
| 2                            | Frontera                   | Agapito Domínguez Cabrera         | José del Carmen Palma             |                |
| Tamaulipas                   |                            |                                   |                                   |                |
| 1                            | Nuevo Laredo               | José Cruz Contreras Gamboa        | Cipriano Montemayor González      |                |
| 2                            | Matamoros                  | Emilio Martínez Manautou          | Bernardo Reyes Flores             |                |
| 3                            | Ciudad Victoria            | Jesús Betancourt Vergara          | Florentino López Mireles          |                |
| 4                            | Tampico                    | Ignacio Pacheco León              | Rafael Salinas Medina             |                |
| Tlaxcala                     |                            |                                   |                                   |                |
| 1                            | Tlaxcala                   | Raúl Juárez Carro                 | Ricardo Altamirano Flores         |                |
| 2                            | Apizaco                    | Samuel Ortega Hernández           | Antonio de la Lanza Monterrubio   |                |
| Veracruz                     |                            |                                   |                                   |                |
| 1                            | Tantoyuca                  | Raymundo Flores Fuentes           | Raúl Lince Medellín               |                |
| 2                            | Túxpam                     | Antonio Pulido Cobos              | Álvaro Lorenzo Fernández          |                |
| 3                            | Papantla                   | Telésforo Reyes Chargoy           | Luis Salas García                 |                |
| 4                            | Misantla                   | Rosendo Topete Ibáñez             | Prisciliano Nava Vay              |                |
| 5                            | Jalapa                     | Raúl Navarro Chanes               | Mario de la Garza Castro          |                |
| 6                            | Huatusco                   | Telésforo Contreras Solano        | José de Jesús Solís Tapia         |                |
| 7                            | Orizaba                    | Antonio García Molina             | Carlos Hernández Fabela           |                |
| 8                            | Córdoba                    | Hesiquio Aguilar Marañón          | José Zúñiga Acevedo               |                |
| 9                            | Veracruz                   | Juan Malpica Mimendi              | Juan Méndez Martínez              |                |
| 10                           | Cosamaloapan               | Hermenegildo J. Aldana            | Auxilio M. Tejeda                 |                |
| 11                           | Acayucan                   | Ruben B. Domínguez Dodero         | Agustín Ortega Santos             |                |
| 12                           | Minatitlán                 | Francisco Rocha Ruiseco           | Armando Velázquez Vázquez         |                |
| Yucatán                      |                            |                                   |                                   |                |
| 1                            | Mérida                     | Carlos R. Castillo Contreras      | Alfredo Canto López               |                |
| 2                            | Ticul                      | Acrelio Carrillo Puerto           | Alberto Peniche Barrera           |                |
| 3                            | Temax                      | José Manuel López Lliteras        | Gustavo Flota Rosas               |                |
| Zacatecas                    |                            |                                   |                                   |                |
| 1                            | Zacatecas                  | Roberto del Real Carranza         | Alfonso José Cardona Peña         |                |
| 2                            | Fresnillo                  | Gonzalo Bretado Sánchez           | Rafael Yáñez Sosa                 |                |
| 3                            | Juchipila                  | Fidel B. Serrano                  | Francisco Rodríguez Haro          |                |
| 4                            | Concepción del Oro         | Fernando Pámanes Escobedo         | Abundio Monsiváis García          |                |